# Cléber (ur. 1969)
Cléber, właśc. Cléber Américo da Conceição (ur. 26 lipca 1969 w Belo Horizonte) – piłkarz brazylijski, występujący na pozycji środkowego obrońcy.

## Kariera klubowa
Karierę piłkarską Cléber zaczął w klubie Clube Atlético Mineiro w 1989 roku. Z Atlético Mineiro dwukrotnie zdobył mistrzostwo stanu Minas Gerais – Campeonato Mineiro w 1989 i 1991 roku. W 1991 wyjechał do hiszpańskiego CD Logroñés. W Logroñés grał przez 2 lata. W 1993 powrócił do Brazylii do SE Palmeiras. Z Palmeiras dwukrotnie zdobył mistrzostwo Brazylii w 1993 i 1994, dwukrotnie mistrzostwo stanu São Paulo – Campeonato Paulista w 1994 i 1996, Puchar Brazylii 1998, Copa Mercosur 1998 oraz Copa Libertadores 1998. W 2000 roku powrócił do rodzinnego Belo Horizonte do Cruzeiro EC, w którym grał do 2001. Z Cruzeiro zdobył Puchar Brazylii 2000.
W latach 2001–2002 grał w Santosie FC, po czym drugi raz wyjechał do Europy do szwajcarskiego Yverdon-Sport FC. Po powrocie do Brazylii grał w Figueirense FC, z którym zdobył kolejne mistrzostwa stanu Santa Catarina – Campeonato Catarinense w 2004 roku. Karierę zakończył w AD São Caetano w 2006 roku.

## Kariera reprezentacyjna
W reprezentacji Brazylii Cléber zadebiutował 8 listopada 1990 w meczu z reprezentacją Chile. W następnym roku uczestniczył w Copa América 1991, na których Brazylia zajęła drugie miejsce. Podczas tych mistrzostw był rezerwowym i nie wystąpił w żadnym spotkaniu. W następnych latach był sporadycznie powoływany do reprezentacji. Ostatni, jedenasty raz w reprezentacji zagrał 8 października 2000 w wygranym 6-0 meczu z reprezentacją Wenezueli w eliminacjach Mistrzostwa Świata 2002.

## Kariera trenerska
Po zakończeniu kariery piłkarskiej Cléber został trenerem. W 2010 roku prowadził kluby Rio Claro FC i Metropolitano Blumenau. W 2011 roku jest trenerem klubu Araxá EC.